# Lynn Styles
Lynn Styles (Dublin, 29 de dezembro de 1988) é uma atriz e  modelo irlandesa, conhecida por protagonizar a série de televisão Foreign Exchange como Hannah O'Flaherty.

## Filmografia
| Ano       | Título           | Papel             | Notas                                    |
| --------- | ---------------- | ----------------- | ---------------------------------------- |
| 2002      | No Tears         | Paula Fogarthy    | Participação, Temporada 1 (04 episódios) |
| 2003-2006 | Fair City        | Emma Nicholson    | Recorrente, Temporadas 15-16-17          |
| 2004      | Foreign Exchange | Hannah O'Flaherty | Protagonista, Temporada 1 (26 episódios) |